# Chris Huffins
Chris Huffins (* 25. April 1970 in New York) ist ein ehemaliger US-amerikanischer Leichtathlet, der 33 Zehnkämpfe bestritt, von denen er 28 beendete. Er gewann Bronze bei den Weltmeisterschaften 1999 und den Olympischen Spielen 2000. 

## Karriere

### Frühe Jahre
Huffins wurde in Brooklyn geboren. Er spielte Basketball und war als Sprinter und Weitspringer aktiv gewesen, als er sich während seines Studiums an der University of California dem Zehnkampf zuwandte. Dank seines Bewegungstalents gelang es ihm als Spätstarter zur Weltklasse aufzuschließen, jedoch waren bei ihm die Stärken und Schwächen sehr viel ausgeprägter als bei Leichtathleten, die bereits in der Jugend Mehrkampftraining betreiben. Seinen ersten Zehnkampf bestritt er im März 1992 in Tempe, er erreichte auf Anhieb 7531 Punkte und gewann den Wettkampf. Unmittelbar vor seinem 22. Geburtstag verbesserte er sich in Azusa auf 7854 Punkte. In seinem dritten Zehnkampf am 26. und 27. Juni 1992 in New Orleans versuchte er sich bei den Olympiaausscheidungen in Szene zu setzen. Nach einem Stabhochsprung von nur 3,70 m, 40 Zentimeter weniger als in Azusa, erreichte er 7662 Punkte und Platz 15.
Im März 1993 steigerte Huffins seine Bestleistung in Tucson auf 7920 Punkte. Im Mai siegte er bei den US-Studentenmeisterschaften in New Orleans und übertraf mit 8007 Punkten erstmals die 8000-Punkte-Marke, wobei er sich im 1500-Meter-Lauf auf 4:51,20 min steigerte, diese Zeit sollte er nur noch einmal unterbieten, in seinem letzten Zehnkampf im Jahr 2000. Er bestritt in der Saison 1993 noch drei weitere Zehnkämpfe, konnte sich aber als Neunter der US-Meisterschaften nicht für die Weltmeisterschaften in Stuttgart qualifizieren. Trotzdem bestritt er seinen ersten Zehnkampf außerhalb der USA auf deutschem Boden. Beim traditionellen Länderkampf der US-Zehnkämpfer gegen die deutschen Zehnkämpfer wurde Huffins im August in Aachen Zehnter mit 7536 Punkten. In der Saison 1994 beendete Huffins keinen Zehnkampf.
1995 wurde Huffins in Sacramento mit 8351 Punkten Zweiter der US-Meisterschaften und qualifizierte sich damit für die Weltmeisterschaften 1995 in Göteborg. Bei seinem ersten Auftritt vor großem Publikum hatte er einen Einbruch im Diskuswurf, wo ihm siebeneinhalb Meter weniger gelangen als in Sacramento. Der Verlauf des Wettkampfs entsprach einem Muster, dem Huffins' Zehnkämpfe in den nächsten Jahren folgten. Als überragender Sprinter und Weitspringer unter den Zehnkämpfern lag er zu Beginn des Wettkampfs in Führung, wurde dann gegen Ende des ersten Tages überholt und fiel am zweiten Tag langsam aber stetig zurück. In Göteborg lag er nach dem ersten Tag 40 Punkte hinter dem führenden Dan O’Brien. Am Ende des zweiten Tages hatte er mit 8193 Punkten auf dem achten Platz 500 Punkte Rückstand auf den Weltmeister O’Brien.

### Späte Jahre
Im Juni 1996 steigerte Huffins seine Bestleistung in Atlanta auf 8546 Punkte, womit er Dritter bei den US-Meisterschaften wurde. In diesem Wettkampf lief er die 100 Meter in 10,22 s, womit er Daley Thompson als schnellsten Zehnkämpfer aller Zeiten ablöste. Sechs Wochen später bei den Olympischen Spielen an gleicher Stätte erreichte er 8300 Punkte und wurde Zehnter. Zu Beginn der Saison 1997 absolvierte Huffins bei den Hallenweltmeisterschaften in Paris-Bercy seinen einzigen Siebenkampf und wurde mit 6128 Punkten Vierter. In der Freiluftsaison qualifizierte er sich mit 8458 Punkten als Meisterschaftszweiter für die Weltmeisterschaften 1997 in Athen. Dort brach er den Wettbewerb in der vorletzten Disziplin, dem Speerwurf, ab, weil ihm eine Armverletzung zu große Schmerzen bereitete. 1998 erreichte er als Sieger der US-Meisterschaften mit 8694 Punkten die höchste Punktzahl seiner Karriere. Bei den Goodwill Games in Hempstead wurde er mit 8576 Punkten Zweiter hinter Dan O’Brien.
1999 gewann Huffins mit 8350 Punkten seinen zweiten Meistertitel. Genau einen Monat später siegte er mit 8170 Punkten bei den Panamerikanischen Spielen in Winnipeg. Einen weiteren Monat später fanden in Sevilla die Weltmeisterschaften 1999 statt. Huffins ging einmal mehr in Führung, lag aber nach dem ersten Tag nur auf dem dritten Platz hinter dem Tschechen Tomáš Dvořák und dem Briten Dean Macey, knapp hinter Huffins lag der Este Erki Nool. Im Gegensatz zu seinen früheren Zehnkämpfen fiel Huffins am zweiten Tag nur gegenüber Tomáš Dvořák zurück, während er in den ersten vier Disziplinen des zweiten Tages jeweils mehr Punkte sammelte als Macey. Im Stabhochsprung leistete sich Nool einen Salto Nullo, Dvořák und Macey überquerten 4,60 Meter und Huffins gelangen 4,80 m. Vor dem abschließenden 1500-Meter-Lauf lag Huffins als Zweiter über 140 Punkte vor Macey, andererseits war Huffins Schwäche im 1500-Meter-Lauf bekannt. Obwohl Huffins mit 4:53,83 min die drittschnellste Zeit seiner Karriere lief, fing ihn Macey um neun Punkte ab. Mit 8547 Punkten gewann Huffins aber die Bronzemedaille knapp vor dem Franzosen Sébastien Levicq. 
Bei den US-Olympiaausscheidungen 2000 qualifizierte sich Huffins als Zweiter mit 8285 Punkten. Bei den Olympischen Spielen in Sydney ging Huffins einmal mehr von Beginn an in Führung. Am Ende des ersten Wettkampftages führte Huffins mit 4554 Punkten und acht Punkten Vorsprung auf Dean Macey, dahinter lagen Erki Nool, der US-Amerikaner Tom Pappas und der Tscheche Roman Šebrle. Als guter Hürdenläufer und vor allem als bester Diskuswerfer im Wettbewerb baute Huffins seinen Vorsprung noch aus. Im Stabhochsprung war Huffins mit 4,70 m der Schwächste der Medaillenanwärter, und auch im Speerwurf lag er deutlich hinter seinen Konkurrenten zurück. Die Entscheidung fiel im 1500-Meter-Lauf, in dem Huffins über sich hinauswuchs und seine vorherige Bestleistung um fast dreizehn Sekunden unterbot. Damit konnte er von den Medaillenanwärtern nur Pappas schlagen, aber mit 8595 Punkten gewann Huffins die Bronzemedaille. Er lag 46 Punkte hinter Nool und 11 Punkte hinter Šebrle, aber 28 Punkte vor Dean Macey.
Nach diesem Wettkampf beendete der bei einer Körpergröße von 1,85 m im Wettkampf 86 kg schwere Huffins seine Karriere. Seit dem Ende seiner sportlichen Laufbahn ist Huffins als Trainer tätig.

## Bestleistungen
| Disziplin      | Bestleistung | Jahr und Ort                          |
| -------------- | ------------ | ------------------------------------- |
| 100 m          | 10,22 s      | 1996 in Atlanta (Landesmeisterschaft) |
| Weitsprung     | 8,01 m       | 1993 in Tucson                        |
| Kugelstoßen    | 16,44 m      | 1996 in Atlanta (Landesmeisterschaft) |
| Hochsprung     | 2,18 m       | 1998 in New Orleans                   |
| 400 m          | 48,05 s      | 1996 in Atlanta (Landesmeisterschaft) |
| 110 m Hürden   | 13,82 s      | 1997 in Indianapolis                  |
| Diskuswurf     | 54,14 m      | 1997 in Gatorade                      |
| Stabhochsprung | 4,90 m       | 1997 in Indianapolis                  |
| Speerwurf      | 64,35 m      | 1999 in Sevilla                       |
| 1500 m         | 4:38,71 min  | 2000 in Sydney                        |
| Zehnkampf      | 8694 Punkte  | 1998 in New Orleans                   |